# Upplands runinskrifter 708

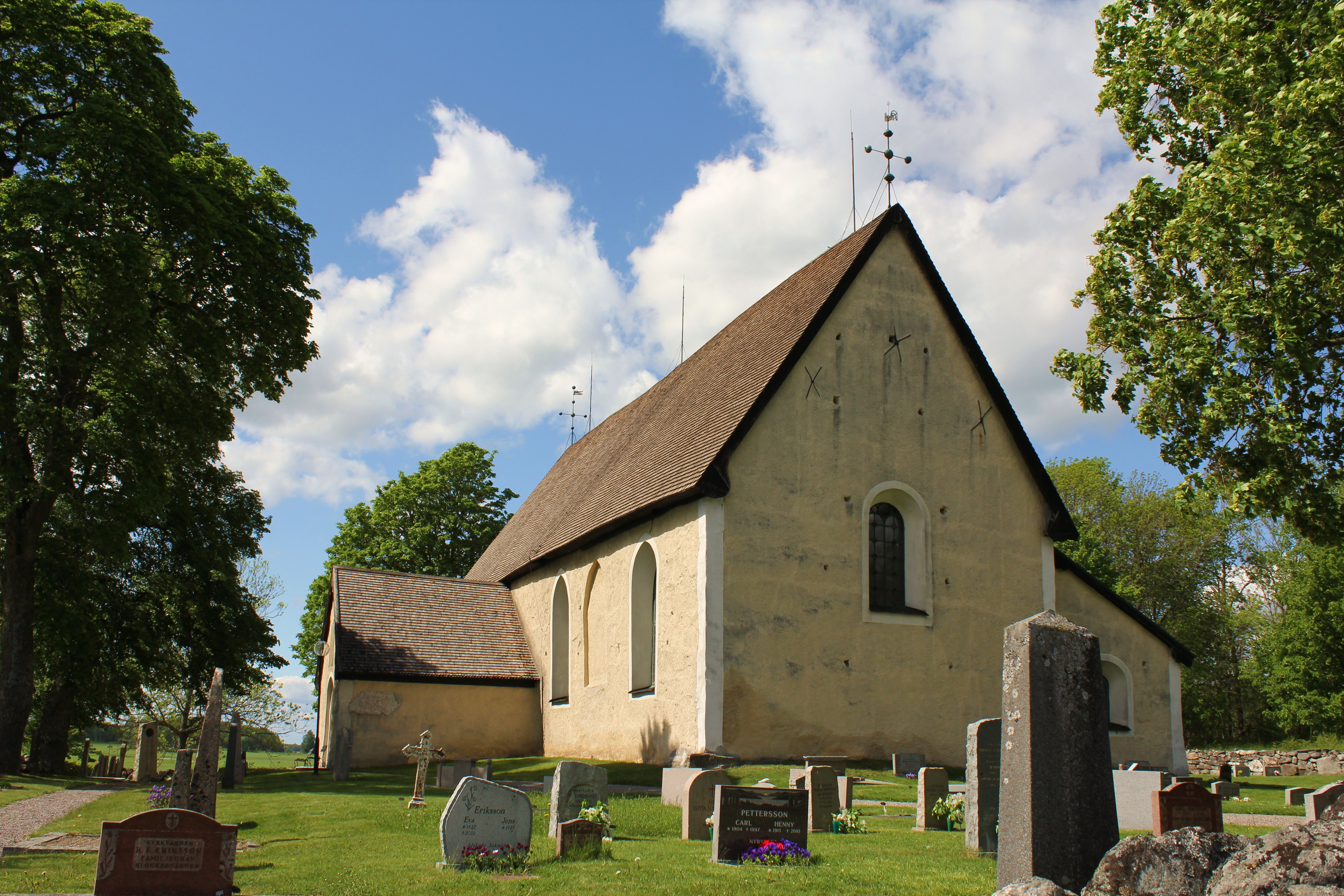
Kungs-Husby kyrka. U 708 är inmurad i vapenhusväggen till vänster på bilden.

Upplands runinskrifter 708 är en runsten inmurad i Kungs-Husby kyrkas vapenhus, Kungs-Husby socken, Enköpings kommun i Uppland.

## Runstenen
U 708 är inmurad 1,75 meter över marken i utsidan av vapenhusets östra sida, 0,32 meter från det sydöstra hörnet. Stenen är lagd på sidan med toppen mot hörnet. U 707 är också inmurad i vapenhuset, på södra väggen.
Stenen består av grå granit med en yta av vit kvarts. Den är 1,67 meter hög och 0,75 meter bred, en ovanligt liten runsten. Ytan är ojämn och har förmodligen varit problematisk att rista. Ornamentslinjerna är grunda och svåra att urskilja. Stenen är skadad på bägge långsidorna, förmodligen har den huggits till för att passa in vid murningen.

## Inskriften
Translitterering av runraden:
· kali · l-t (r)...--a · stn · (a)t · sigraif · brþur · --- ...un · sairR ·
Normalisering till fornvästnordiska:
Kali l[é]t r[eis]a stein at Sigreif, bróður [sinn, s]on(?) <sairR>.
Översättning till nusvenska:
Kale lät resa stenen efter Sigrev, sin broder...
Den karakteristiska b-runan antyder att Balle har ristat U 708.

## Historia
Redan på 1600-talet beskriver Johannes Rhezelius att stenen fanns i vapenhusets östra vägg. 1829 när kyrkan inventerades kunde varken U 707 eller U 708 återfinnas, man antog att de blivit överkalkade 1770. Inte heller Richard Dybeck kunde finna stenarna 1860. 1947 såg Riksantikvarieämbetet till att delar av putsen på vapenhuset knackades loss, varvid U 708 återfanns.